# 二次离子质谱
二次离子质谱（英語：Secondary Ion Mass Spectroscopy, SIMS）是用来分析固体表面或者是薄膜的化学成分的技术，其用一束聚焦的离子束溅射待测品表面，并通过检测轰击出的二次离子的荷质比确定距表面深度1-2纳米厚的薄层的元素、同位素与分子的组成。
它是用m，Xe等惰性气体电离产生重离子来轰击样品表面，把打出试样的碎片连同轰击时弹射出去的原激发离子一同送入质谱计，进行质量分离与检测，最后得到质谱。它的原理除了采用离子枪轰击激发以外，其余与质谱仪完全相同。SIMS一般采用四极质谱计，因为它结构简单，而且体积较小。但是它检测的相对分子质量范围仅限于几千以下。SIMS是一种非常灵敏的表面分析方法，它在有机高分子分析方面的应用近年来获得迅速的发展。现代的综合能谱仪上常附有SIMS的装置。

## 仪器
二次离子质谱仪包括（1）产生初级离子束的初级离子枪，（2）初级离子柱，将光束加速并聚焦到样品上（并且在一些装置中有机会通过以下方式分离初级离子物质：维恩过滤或脉冲光束），（3）高真空样品室，保持样品和二次离子提取透镜，（4）质量分析器根据质荷比分离离子，和（5）探测器。